# باغ گیاه‌شناسی مادیرا
باغ گیاه‌شناسی مادیرا (به انگلیسی: Madeira Botanical Garden) (پرتغالی:Jardim Botânico da Madeira) یک باغ گیاه‌شناسی در شهر فونشال، منطقه خودمختار مادیرا است که در سال ۱۹۶۰ برای بازدید عمومی افتتاح شد. در سالهای قبل، این منطقه بخشی از املاک خانواده ویلیام رید، مؤسس هتل رید بود.

## مجموعه‌ها
باغ به شش ناحیه تقسیم شده است:
- گونه‌های بومی و مختص مادیرایی.
- درختستان (مجموعه ای از درختان و درختچه‌ها)
- گیاهان گوشتی
- گیاهان کشت و صنعت (agro-industrial plants)
- گیاهان دارویی و معطر
- نخلیان و نخلی‌سرخس‌سانان[۲]

درختستان در بخش شمالی، گیاهان گوشتی در مرکز به سمت شرق، گیاهان کشت و صنعت در مرکز، نخلیان در سمت جنوب باغ واقع شده‌اند. بخش‌های باقی مانده باغ را، گل‌های سایر گونه‌های گیاگان دربر گرفته است.
باغ دارای یک باغ پرندگان و نیز یک موزه تاریخ طبیعی است که مشتمل بر سه اتاق می‌باشد. پارک پرندگان شامل حدود ۳۰۰ پرنده غیربومی و کم‌نظیر، از جمله مکائو زرد و آبی، طوطی‌کاکلی، طوطی و شهدطوطی‌تباران است.